# Валь-д'Етансон
Валь-д'Етансон (фр. Val-d'Étangson) — муніципалітет у Франції, у регіоні Пеї-де-ла-Луар, департамент Сарта. Валь-д'Етансон утворено 1 січня 2019 року шляхом злиття муніципалітетів Еває i Сент-Осман. Адміністративним центром муніципалітету є Еває. Населення — 522 особи (01.01.2021).